# Tibetococcus triticola
Tibetococcus triticola är en insektsart som först beskrevs av Tang 1987.  Tibetococcus triticola ingår i släktet Tibetococcus och familjen ullsköldlöss. Inga underarter finns listade i Catalogue of Life.